# Vanyola
Vanyola es un pueblo ubicado en el distrito de Pápa, en el condado de Veszprém, Hungría.

## Superficie
Posee una superficie de 19,51 kilómetros cuadrados.

## Demografía
Hasta 2019 la población era de 520 habitantes, con una densidad de población de 26,65 habitantes por kilómetro cuadrado.